# Неморшанский сад (станция метро)
«Неморша́нский сад» (бел. Немаршанскі сад) — станция Зеленолужской линии Минского метрополитена, которая расположена на пересечении улиц Кижеватова и Осиповичской. Располагается между станциями «Слуцкий гостинец» и «Аэродромная». Открытие состоялось 30 декабря 2024 года. «Неморшанский сад», как и все остальные станции Зеленолужской линии, оборудована платформенными раздвижными дверьми.

## Строительство
Согласно первоначальным планам, 1-я очередь должна была состоять из семи станций: «Слуцкий гостинец», «Неморшанский сад», «Аэродромная», «Ковальская Слобода», «Вокзальная», «Площадь Франтишка Богушевича» и «Юбилейная площадь». Они должны были быть построены к 2017 году. Но затем было объявлено, что к 2020 будут построены только 4 станции: «Ковальская Слобода», «Вокзальная», «Площадь Франтишка Богушевича» и «Юбилейная площадь». «Ковальская Слобода» по проектам имеет мелкое заложение, а остальные — глубокое заложение (до 20 м, благодаря чему они станут самыми глубокими во всём метрополитене). Но затем все станции строили мелким заложением, с открытым котлованом.
Первые сообщения о проектировании 3-й линии появились ещё в 2008 году, однако только 4 января 2011 года было впервые официально сообщено о планах строительства 3-й линии.
В начале 2012 года жителям столицы было предложено самим дать названия станциям 3-й линии, однако чиновники не прислушались к ним. 10 апреля начальник «Дирекции по строительству Минского метрополитена» Павел Царун заявил в интервью «Минскому курьеру», что подготовительные работы для строительства 3-й линии должны начаться во второй половине 2012 года. В августе на улице Кижеватова в районе будущих станций «Неморшанский сад» и «Слуцкий гостинец» специальные службы проводили изыскания грунта.
В августе 2017 года метростроевцы приступили к инженерной подготовке территории станции. С сентября получено разрешение Госстройнадзора для сооружения этого участка.
1 ноября 2019 года запустили новые объезды для общественного транспорта на ул. Лейтенанта Кижеватова. 18 ноября метрострой приступил к работам на участке.
30 декабря 2024 года, утром, в торжественной церемонии по открытию при участии президента Республики Беларусь Александра Лукашенко состоялся пуск трёх станций и в 16:00 по минскому времени станция была открыта для всех остальных пассажиров.